# ربیع‌آباد (تفت)
ربیع‌آباد روستایی در دهستان زردین بخش نیر شهرستان تفت استان یزد ایران است.

## جمعیت
بر پایه سرشماری عمومی نفوس و مسکن در سال ۱۳۹۵ جمعیت این روستا ۶۴ نفر (۲۳خانوار) بوده‌است.